# Rollainville
Rollainville é uma comuna francesa na região administrativa de Grande Leste, no departamento de Vosges. Estende-se por uma área de 8,13 km². Em 2010 a comuna tinha 315 habitantes (densidade: 38,7 hab./km²).